# برایان وید
برایان وید (انگلیسی: Bryan Wade؛ زادهٔ ۲۵ ژوئن ۱۹۶۳) بازیکن فوتبال اهل بریتانیا است.
از باشگاه‌هایی که در آن بازی کرده‌است می‌توان به باشگاه فوتبال سوانزی سیتی اشاره کرد.